# Бульвар Мартынова
Бульва́р Марты́нова (до 1938 г. — часть Плотниковской улицы, 1938−1995 гг. — часть улицы 20 лет РККА) — улица в центре Омска, названная в честь поэта Леонида Мартынова, родившегося и жившего неподалёку от этого места. Бульвар проходит от улицы Жукова до улицы Декабристов (до СКК им. В. Блинова).

## История
Бульвар находится на территории Казачьего форштадта, одного из старейших районов дореволюционного Омска. Уже к началу XIX века Казачий форштадт превратился в один из самых благоустроенных районов города. Это был самый густонаселённый район дореволюционного Омска, с большим числом деревянных домов, имевших индивидуальный архитектурный облик. Ныне только немногие из них сохранились (наиболее сохранились дома на улице Красных Зорь). Не оказался исключением и бульвар Мартынова: в 2000-х годах были снесены последние деревянные дома.
Улицы Казачьего форштадта в своём названии отражали его историю. Улица 20 лет РККА до 1919 называлась Плотниковская, по фамилии генерал-атамана казачьего войска. После 1919 Плотниковскую переименовали и разбили на две улицы: ул. Чокана Валиханова и ул. 20 лет РККА. Из последней, в свою очередь, в 1995 году и был выделен бульвар Мартынова, который представлял собой широкую улицу, простирающуюся от парадной лестницы СКК «Иртыш» до улицы Жукова.

## Аллея литераторов на бульваре Мартынова

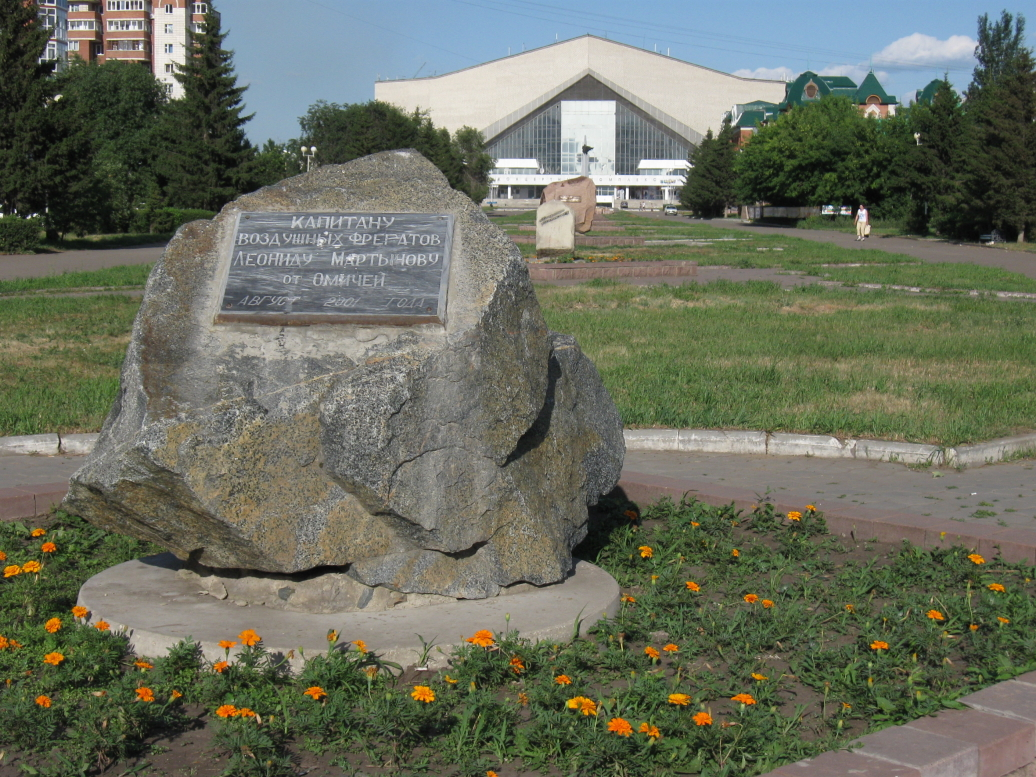
Мемориальный камень Л. Мартынову

В 2001 году на бульваре основали аллею литераторов. С помощью памятных камней решили увековечивать имена поэтов и писателей, чьи судьбы были связаны с Омском. Идея создания аллеи принадлежит краеведу и руководителю «Общества коренных омичей» В. И. Селюку. Первым установили мемориальный камень Леониду Мартынову, самому известному литератору из Омска. Участники научно-практической конференции 2010 года, посвящённой имиджу Омска, называют поэта «культурным брендом» Омской области. В начале бульвара в 2001 году был заложен памятный камень (трёхтонный базальтовый камень) со словами на гранитной доске: «Капитану воздушных фрегатов Леониду Мартынову от омичей».
На сегодняшний день[какой?] аллея насчитывает 17 мемориальных камней следующим писателям и поэтам (в порядке основания камней):
- Л. Мартынов (август 2001)
- Г. Вяткин (август 2002)
- П. Васильев (август 2003)
- А. Сорокин (август 2004)
- Т. Белозёров (август 2005)
- И. Анненский (август 2006)
- Р. Рождественский (август 2007)
- Б. Пантелеймонов (август 2008)
- П. Драверт (август 2009)
- Поэтам-фронтовикам: погибшим на фронтах Великой Отечественной войны Георгию Суворову, Борису Богаткову, Иосифу Левертовскому, Николаю Копыльцову, Сергею и Владимиру Добронравовым (май 2010)[6]
- А. Кутилов (июль 2010)
- В. Озолин (август 2011)[7]
- Ф. Березовский (август 2012)[8]
- И. Петров (август 2013)[9]
- М. Юрасова (июль 2014)[10]
- П. Ребрин, П. Карякин (июль 2015)[11]

Галерея мемориальных камней на бульваре Мартынова
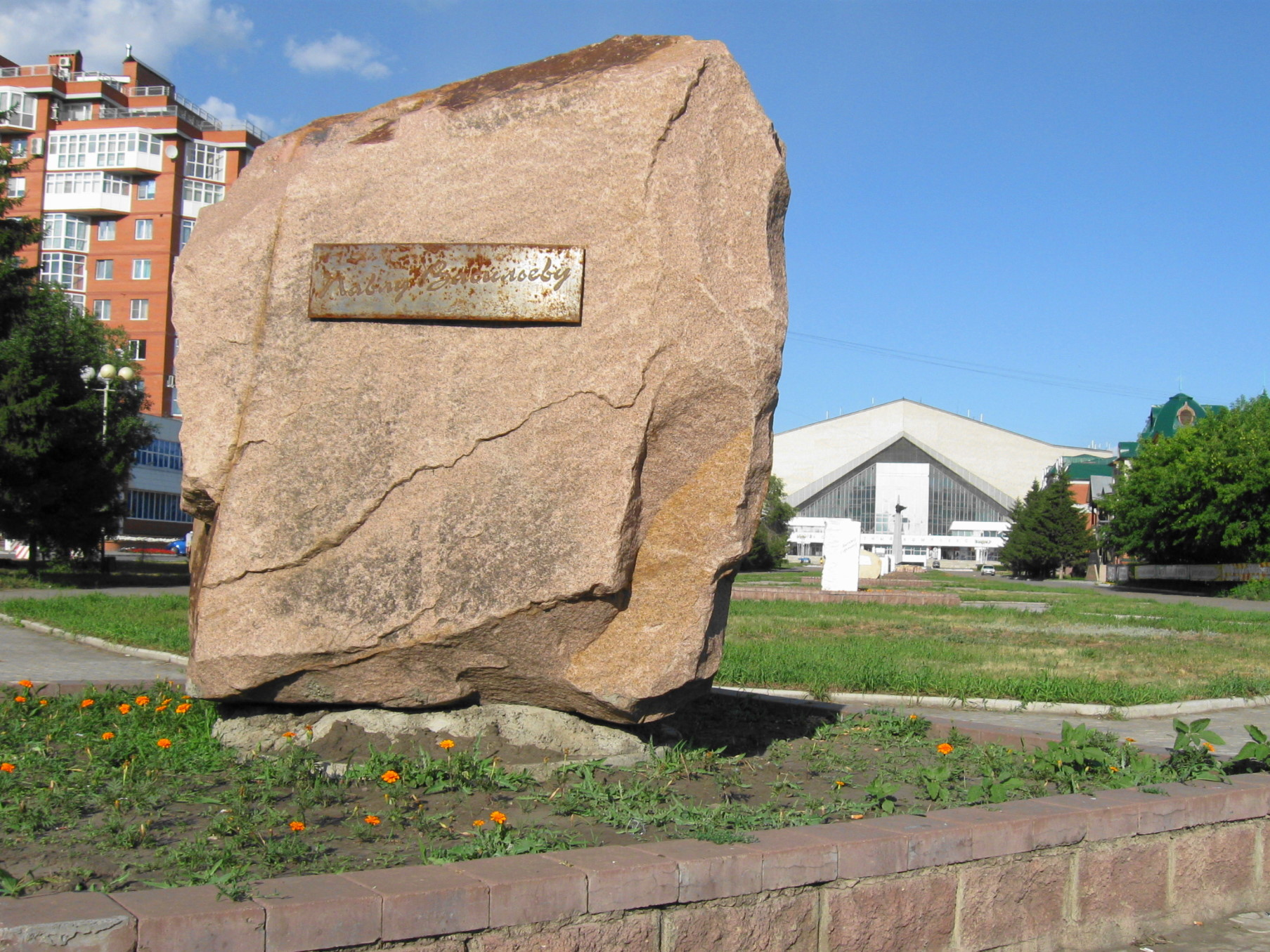
П. Васильеву
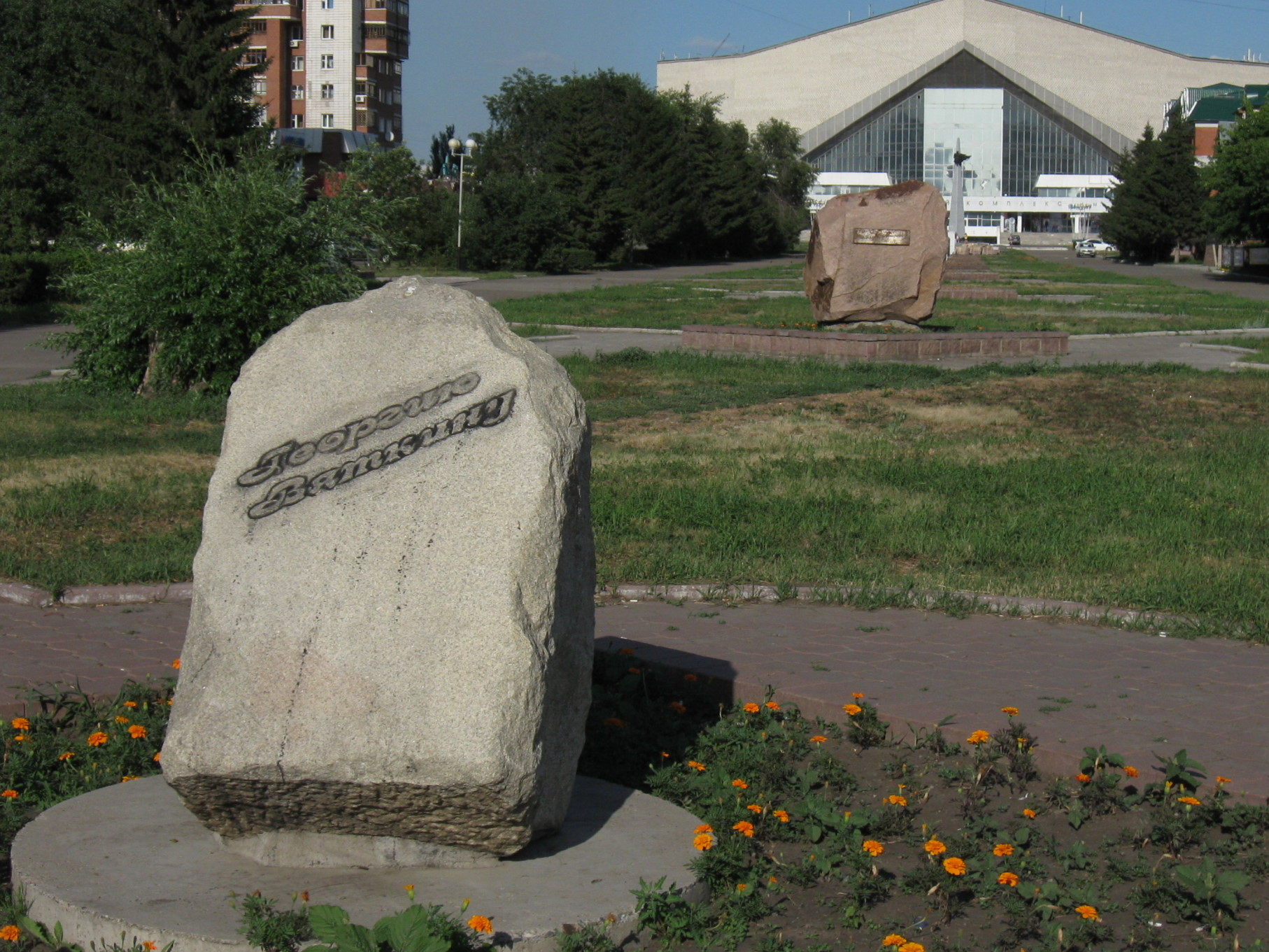
Г. Вяткину
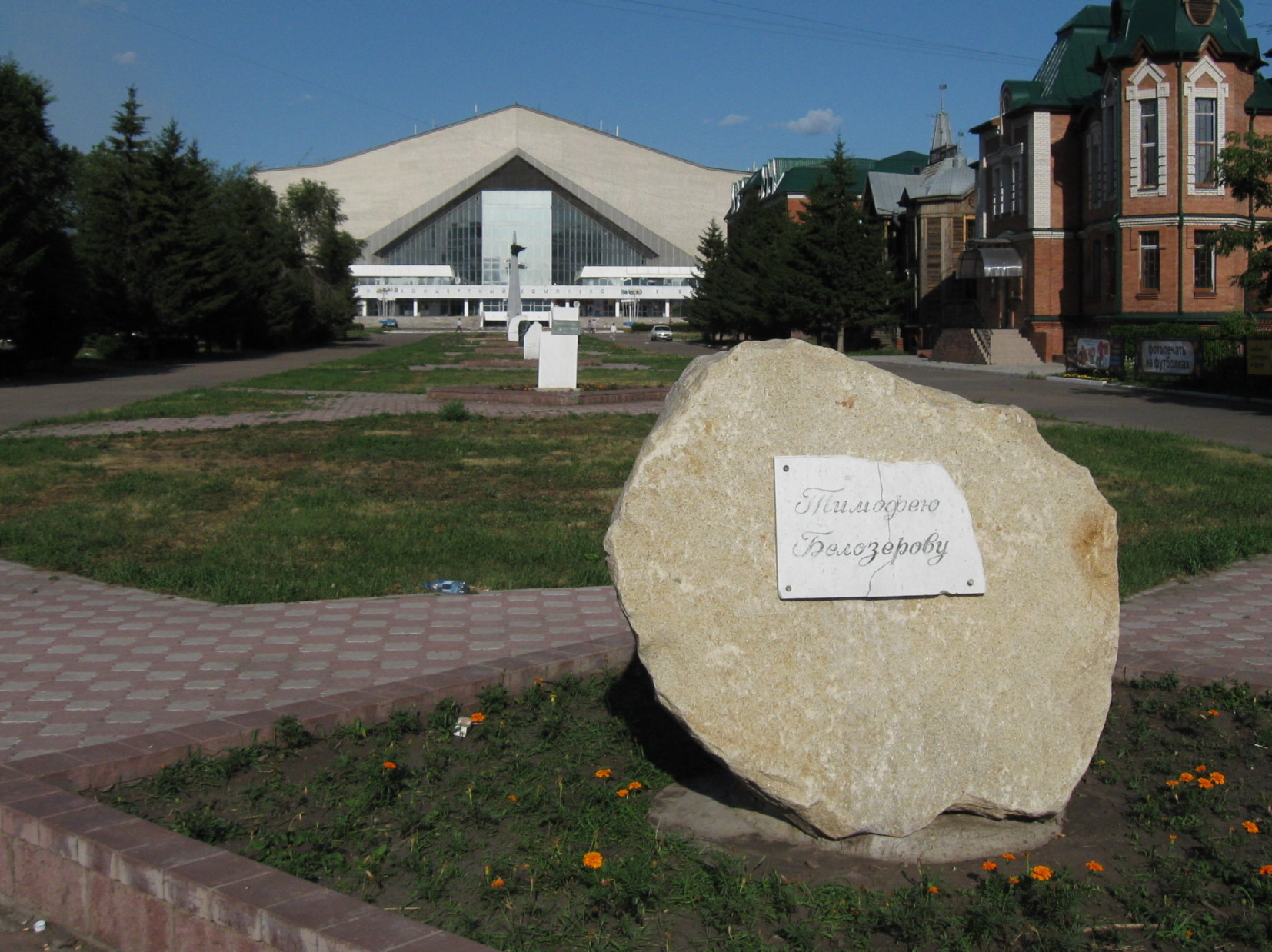
Т. Белозёрову
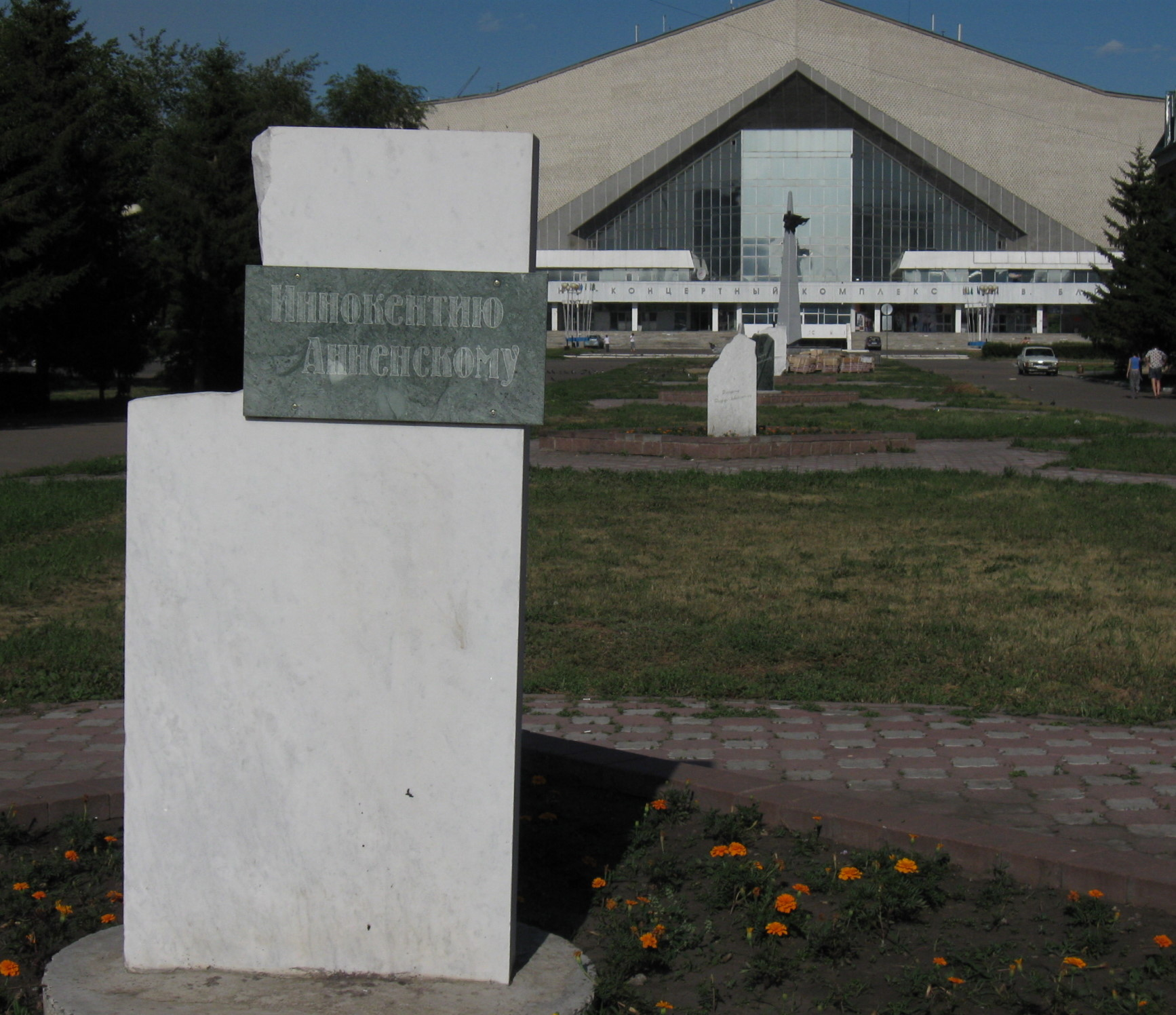
И. Анненскому
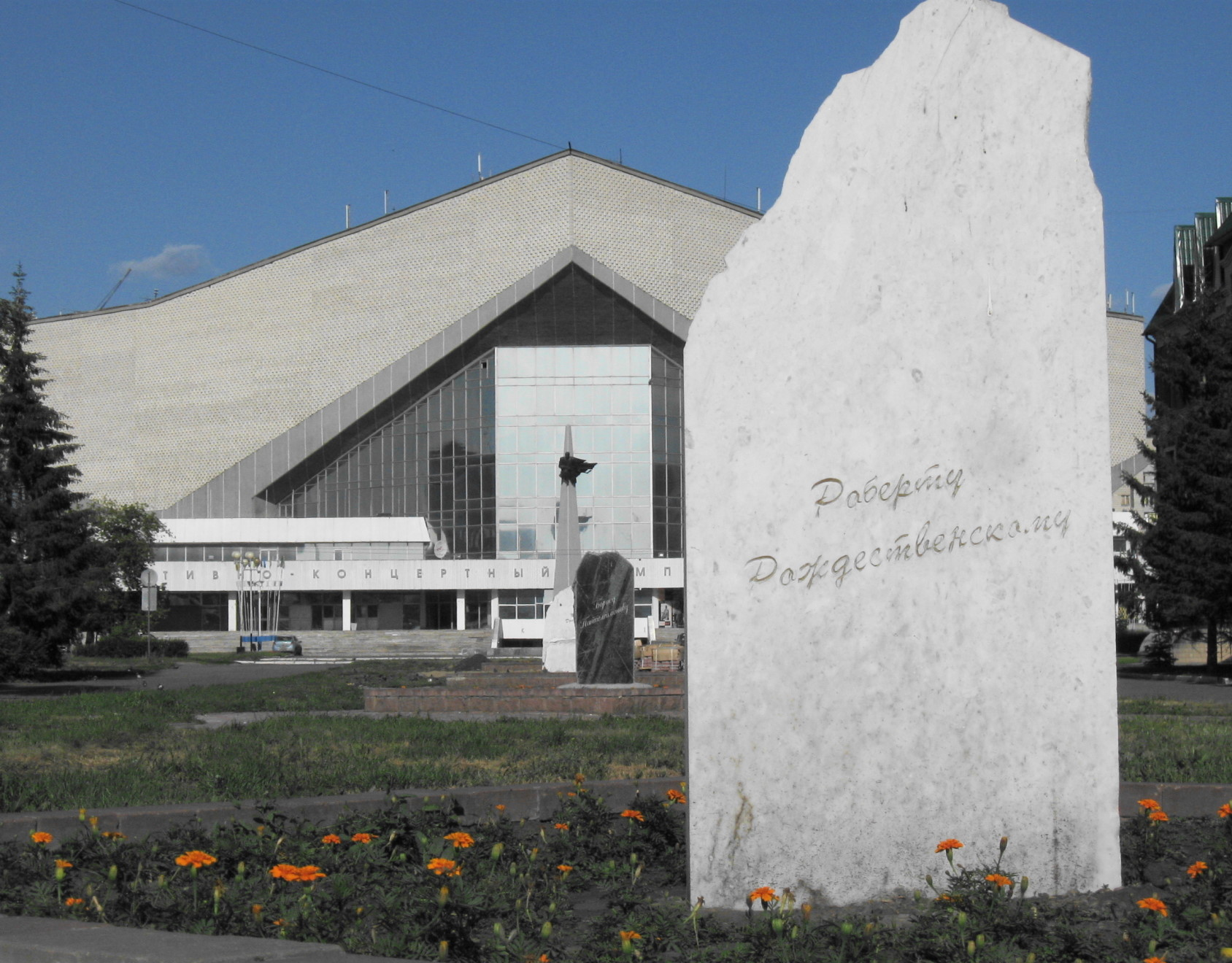
Р. Рождественскому
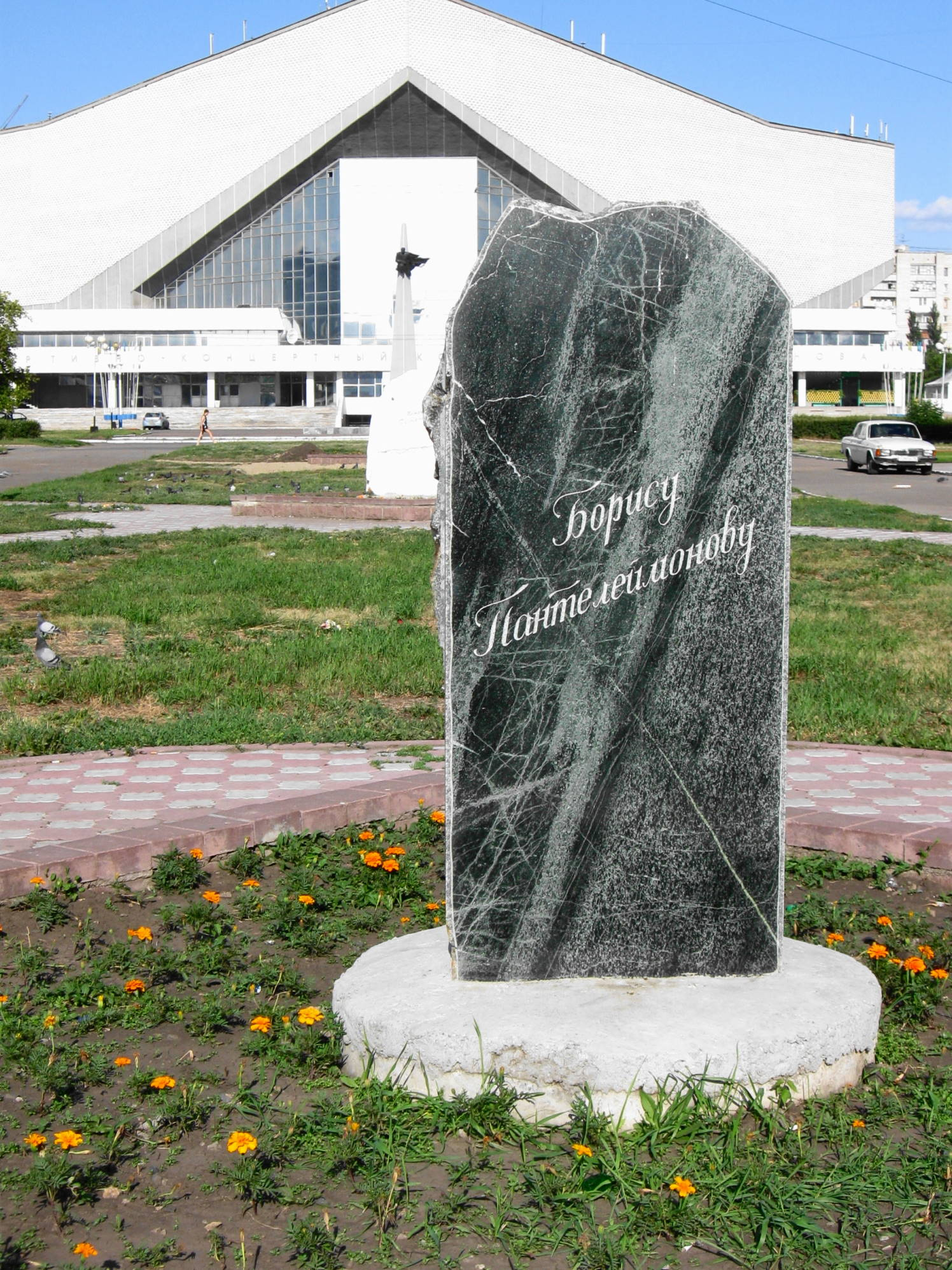
Б. Пантелеймонову
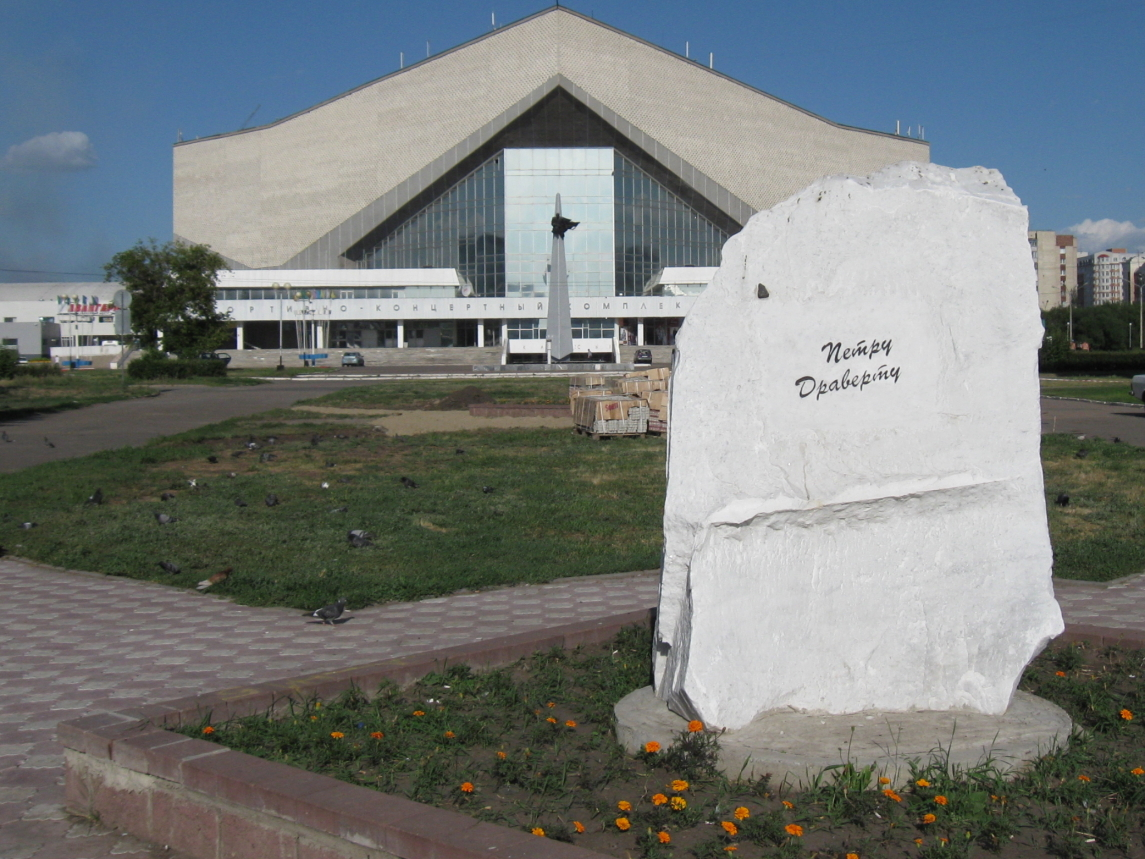
П. Драверту
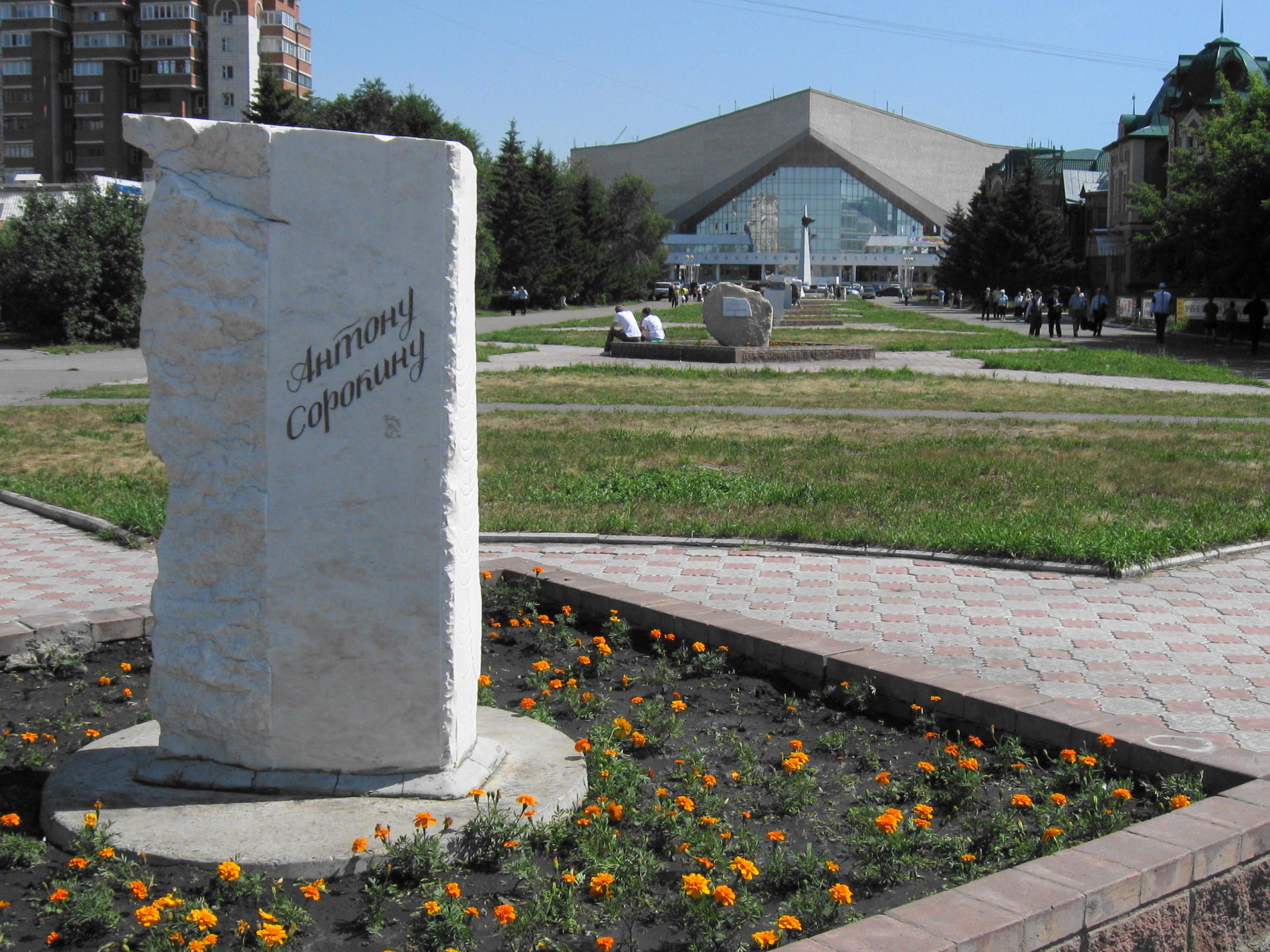
А. Сорокину
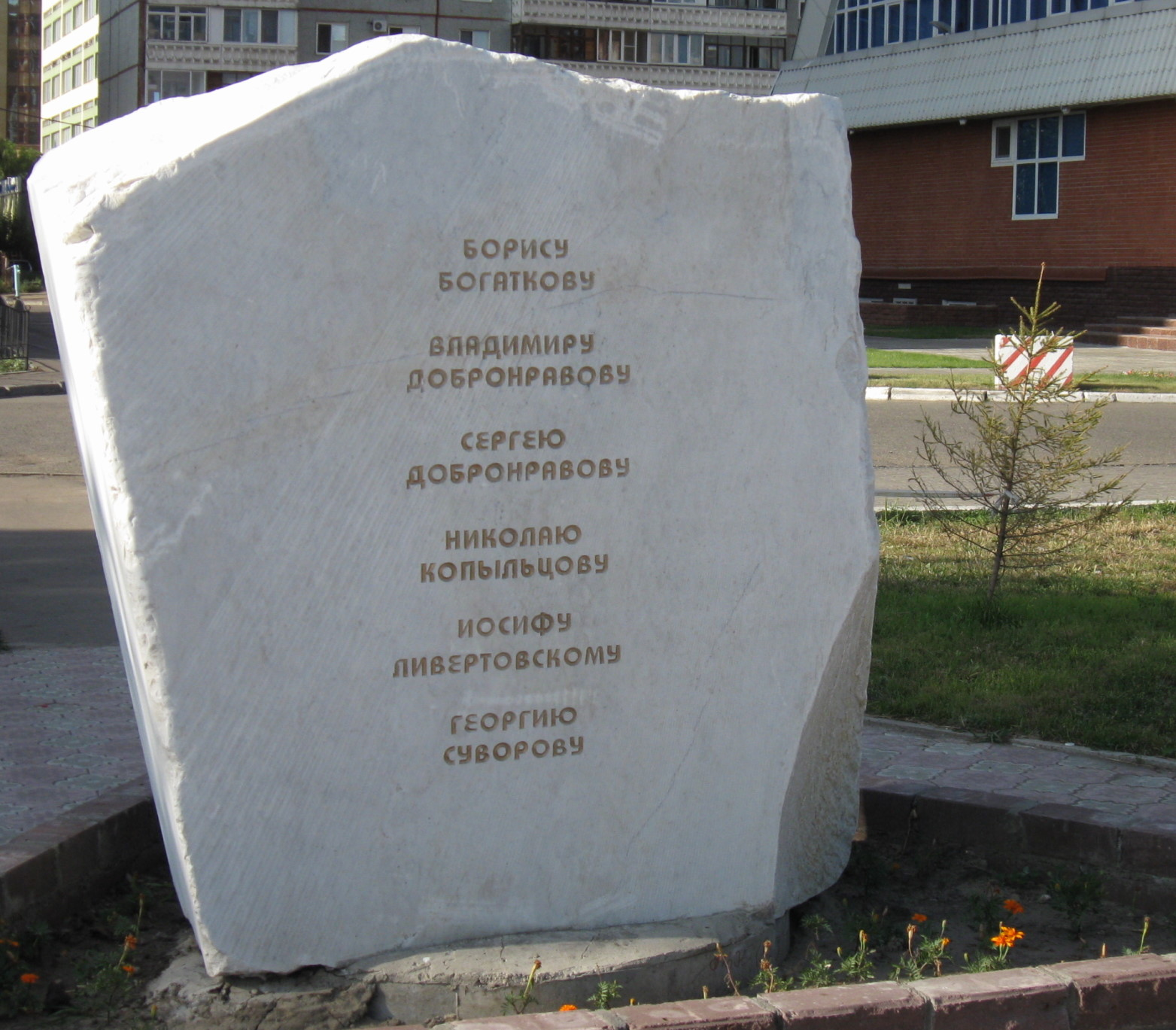
Поэтам-фронтовикам